# Maciej Przepiórkiewicz
Maciej Przepiórkiewicz (ur. 14 listopada 1987) – polski sztangista. Pięciokrotny mistrz Polski w kategorii do 56 kilogramów, trzykrotny brązowy medalista.

## Kariera sportowa
Pochodzi z Emowa. W dzieciństwie chorował na niskorosłość, którą leczono hormonem wzrostu. W 2005 roku rozpoczął trenowanie podnoszenia ciężarów, a dwa lata później zdobył pierwszy medal mistrzostw Polski – zajął trzecie miejsce w kategorii do 56 kg.
Jest wychowankiem KS Ekopak Jatne OKS Otwock, z którym zdobył drużynowe mistrzostwo Polski w 2008 roku. Od 2013 roku startował w barwach Józefovii Józefów.
W mistrzostwach Polski wywalczył osiem medali, w tym pięć złotych. Sześciokrotnie startował w mistrzostwach Europy. W 2009 roku zajął 12. miejsce, w 2010 roku nie został sklasyfikowany, ponieważ nie zaliczył żadnej próby w podrzucie; mistrzostwa Europy w 2011 roku ukończył na 11. pozycji, a w Limassol (Cypr) na młodzieżowych mistrzostwach Europy zajął 3. miejsce, w 2012 roku był 7., a w 2013 roku zajął 9. miejsce. W 2009 roku zaś został mistrzem Unii Europejskiej. Za każdym razem startował w kategorii do 56 kg.
Ukończył Akademię Wychowania Fizycznego, po zakończeniu kariery został trenerem przygotowania fizycznego oraz nauczycielem WF.